# Moment angular relativista
En física, moment angular relativista es refereix als formalismes matemàtics i conceptes físics que defineixen el moment angular en relativitat especial (SR) i relativitat general (GR). La quantitat relativista és subtilment diferent de la quantitat tridimensional de la mecànica clàssica.
El moment angular és una quantitat dinàmica important derivada de la posició i el moment. És una mesura del moviment de rotació d'un objecte i la resistència als canvis en la seva rotació. A més, de la mateixa manera que la conservació del moment correspon a la simetria translacional, la conservació del moment angular correspon a la simetria rotacional: la connexió entre simetries i lleis de conservació es fa pel teorema de Noether. Si bé aquests conceptes van ser descoberts originalment a la mecànica clàssica, també són veritables i significatius en la relativitat especial i general. En termes d'àlgebra abstracta, la invariància del moment angular, del moment de quatre i altres simetries en l'espai-temps, són descrites pel grup de Lorentz, o més generalment pel grup de Poincaré.
Les magnituds físiques que romanen separades en la física clàssica es combinen de manera natural en SR i GR fent complir els postulats de la relativitat. El més notable és que les coordenades espacials i temporals es combinen en les quatre posicions, i l'energia i el moment es combinen en el quatre moments. Els components d'aquests quatre vectors depenen del marc de referència utilitzat i canvien sota les transformacions de Lorentz a altres marcs inercials o marcs accelerats.
El moment angular relativista és menys evident. La definició clàssica del moment angular és el producte creuat de la posició x amb el moment p per obtenir un pseudovector x × p, o alternativament com el producte exterior per obtenir un tensor antisimètric de segon ordre x ∧ p. Amb què combina això, si hi ha alguna cosa? Hi ha una altra magnitud vectorial que no es parla sovint: és el moment de la massa variable en el temps del vector polar (no el moment d'inèrcia) relacionat amb l'augment del centre de massa del sistema, i això es combina amb el pseudovector de moment angular clàssic. per formar un tensor antisimètric de segon ordre, exactament de la mateixa manera que el vector polar del camp elèctric es combina amb el pseudovector del camp magnètic per formar el tensor antisimètric del camp electromagnètic. Per a distribucions de massa-energia en rotació (com ara giroscopis, planetes, estrelles i forats negres) en lloc de partícules puntuals, el tensor del moment angular s'expressa en termes del tensor esforç-energia de l'objecte en rotació.

El moment de 3 angulars com a bivector (element pla) i vector axial, d'una partícula de massa m amb 3-posicions x instantània i 3-moment p.

Només en la relativitat especial, en el marc de repòs d'un objecte que gira, hi ha un moment angular intrínsec anàleg al "gir" en mecànica quàntica i mecànica quàntica relativista, encara que per a un cos estès en lloc d'una partícula puntual. En la mecànica quàntica relativista, les partícules elementals tenen espín i aquesta és una contribució addicional a l'operador de moment angular orbital, donant lloc a l'operador tensor de moment angular total. En qualsevol cas, l'addició intrínseca de "gir" al moment angular orbital d'un objecte es pot expressar en termes del pseudovector de Pauli-Lubanski.

## Definicions

### Moment angular 3D orbital
Com a referència i antecedents, es donen dues formes estretament relacionades de moment angular.
En mecànica clàssica, el moment angular orbital d'una partícula amb el vector de posició tridimensional instantani x = (x, y, z) i el vector de moment p = (px, py, pz), es defineix com el vector axial {\displaystyle \mathbf {L} =\mathbf {x} \times \mathbf {p} } que té tres components, que es donen sistemàticament per permutacions cícliques de direccions cartesianes (per exemple, canvia x a y, y a z, z a x, repeteix) {\displaystyle {\begin{aligned}L_{x}&=yp_{z}-zp_{y}\,,\\L_{y}&=zp_{x}-xp_{z}\,,\\L_{z}&=xp_{y}-yp_{x}\,.\end{aligned}}}
Una definició relacionada és concebre el moment angular orbital com un element pla. Això es pot aconseguir substituint el producte creuat pel producte exterior en el llenguatge de l'àlgebra exterior, i el moment angular es converteix en un tensor antisimètric de segon ordre contravariant {\displaystyle \mathbf {L} =\mathbf {x} \wedge \mathbf {p} }
o escrivint x = (x1, x2, x3) = (x, y, z) i el vector de moment p = (p1, p2, p3) = (px, py, pz), el els components es poden abreujar de manera compacta en notació d'índex tensor {\displaystyle L^{ij}=x^{i}p^{j}-x^{j}p^{i}} on els índexs i i j prenen els valors 1, 2, 3. D'altra banda, els components es poden mostrar sistemàticament completament en una matriu antisimètrica 3 × 3 {\displaystyle {\begin{aligned}\mathbf {L} &={\begin{pmatrix}L^{11}&L^{12}&L^{13}\\L^{21}&L^{22}&L^{23}\\L^{31}&L^{32}&L^{33}\\\end{pmatrix}}={\begin{pmatrix}0&L_{xy}&L_{xz}\\L_{yx}&0&L_{yz}\\L_{zx}&L_{zy}&0\end{pmatrix}}={\begin{pmatrix}0&L_{xy}&-L_{zx}\\-L_{xy}&0&L_{yz}\\L_{zx}&-L_{yz}&0\end{pmatrix}}\\&={\begin{pmatrix}0&xp_{y}-yp_{x}&-(zp_{x}-xp_{z})\\-(xp_{y}-yp_{x})&0&yp_{z}-zp_{y}\\zp_{x}-xp_{z}&-(yp_{z}-zp_{y})&0\end{pmatrix}}\end{aligned}}}Aquesta quantitat és additiva i, per a un sistema aïllat, es conserva el moment angular total d'un sistema.

### Moment de massa dinàmic
En mecànica clàssica, la magnitud tridimensional d'una partícula de massa m que es mou amb la velocitat u {\displaystyle \mathbf {N} =m\left(\mathbf {x} -t\mathbf {u} \right)=m\mathbf {x} -t\mathbf {p} } té les dimensions del moment de massa : longitud multiplicada per la massa. És igual a la massa de la partícula o sistema de partícules multiplicada per la distància des de l'origen espacial fins al centre de massa (COM) a l'origen del temps ( t = 0 ), tal com es mesura en el marc de laboratori. No hi ha un símbol universal, ni tan sols un nom universal, per a aquesta quantitat. Diferents autors poden designar-lo amb altres símbols si n'hi ha (per exemple μ ), poden designar altres noms i poden definir que N és el negatiu del que s'utilitza aquí. La forma anterior té l'avantatge que s'assembla a la familiar transformació galileana per a la posició, que al seu torn és la transformació d'impuls no relativista entre marcs inercials.
Aquest vector també és additiu: per a un sistema de partícules, la suma vectorial és la resultant {\displaystyle \sum _{n}\mathbf {N} _{n}=\sum _{n}m_{n}\left(\mathbf {x} _{n}-t\mathbf {u} _{n}\right)=\left(\mathbf {x} _{\mathrm {COM} }\sum _{n}m_{n}-t\sum _{n}m_{n}\mathbf {u} _{n}\right)=M_{\text{tot}}(\mathbf {x} _{\mathrm {COM} }-\mathbf {u} _{\mathrm {COM} }t)} on es troben la posició del centre de masses del sistema i la velocitat i la massa total respectivament {\displaystyle {\begin{aligned}\mathbf {x} _{\mathrm {COM} }&={\frac {\sum _{n}m_{n}\mathbf {x} _{n}}{\sum _{n}m_{n}}},\\[3pt]\mathbf {u} _{\mathrm {COM} }&={\frac {\sum _{n}m_{n}\mathbf {u} _{n}}{\sum _{n}m_{n}}},\\[3pt]M_{\text{tot}}&=\sum _{n}m_{n}.\end{aligned}}}Per a un sistema aïllat, N es conserva en el temps, cosa que es pot veure diferenciant respecte al temps. El moment angular L és un pseudovector, però N és un vector "ordinari" (polar) i, per tant, és invariant en inversió.
La N tot resultant per a un sistema multipartícules té la visualització física que, sigui quin sigui el moviment complicat de totes les partícules, es mouen de tal manera que el COM del sistema es mou en línia recta. Això no vol dir necessàriament que totes les partícules "segueixen" el COM, ni que totes les partícules es mouen gairebé en la mateixa direcció simultàniament, només que el moviment col·lectiu de les partícules està restringit en relació al centre de massa.

## Moment angular en relativitat general
El moment angular de les partícules de prova en un fons suaument corbat és més complicat en GR, però es pot generalitzar d'una manera senzilla. Si el Lagrangià s'expressa respecte a les variables angulars com a coordenades generalitzades, aleshores els moments angulars són les derivades funcionals del Lagrangià respecte a les velocitats angulars. En referència a les coordenades cartesianes, aquestes es donen normalment pels termes de tall fora de la diagonal de la part espacial del tensor esforç-energia. Si l'espai-temps admet un camp vectorial Killing tangent a un cercle, aleshores es conserva el moment angular al voltant de l'eix.
El moment angular de les partícules de prova en un fons suaument corbat és més complicat en GR, però es pot generalitzar d'una manera senzilla. Si el Lagrangià s'expressa respecte a les variables angulars com a coordenades generalitzades, aleshores els moments angulars són les derivades funcionals del Lagrangià respecte a les velocitats angulars. En referència a les coordenades cartesianes, aquestes es donen normalment pels termes de tall fora de la diagonal de la part espacial del tensor esforç-energia. Si l'espai-temps admet un camp vectorial Killing tangent a un cercle, aleshores es conserva el moment angular al voltant de l'eix.